# Wielkie Jezioro (gmina Chmielno)
Wielkie Jezioro (kaszb.  Wiôldżé Jezoro) – jezioro rynnowe na Pojezierzu Kaszubskim w powiecie kartuskim (województwo pomorskie), sąsiaduje od północy z Miechucinem.

## Hydronimia
Według urzędowego spisu opracowanego przez Komisję Nazw Miejscowości i Obiektów Fizjograficznych (KNMiOF) nazwa tego jeziora to Wielkie Jezioro. W różnych publikacjach i na mapach topograficznych jezioro to występuje pod nazwą Jezioro Wielkie.

## Morfometria
Powierzchnia zwierciadła wody według różnych źródeł wynosi od 32,5 ha przez 33,6 ha do 34,7 ha. Głębokość maksymalna jeziora wynosi 18,2 m lub 17,5 m.
W oparciu o badania przeprowadzone w 1996 roku wody jeziora zaliczono do II klasy czystości.